# Mikołaj Wasilewicz
Mikołaj Wasilewicz (ur. 1837 roku w Łęcznej – zm. 27 września 1934 roku w Lublinie) – podporucznik w powstaniu styczniowym, rolnik.

## Życiorys
Żonaty z Salomeą Wasilewicz z Ziółkowskich.
Pośmiertnie odznaczony Krzyżem Niepodległości z Mieczami. Pochowany na cmentarzu wojskowym przy ul. Lipowej w Lublinie.
Walczył w oddziale Kajetana Cieszkowskiego "Ćwieka"